# Think Global
Think Global是一家挪威的电动汽车公司，2011年6月22日第四次宣布破产。破产后，该公司很快被Electric Mobility Solutions AS收购，但于2012年8月停产。

## 历史
该公司于1991年1月在贝鲁姆成立，最初名称为“Pivco”（Personal Independent Vehicle Company的缩写）。1999年，该公司被福特收购，生产Think City。

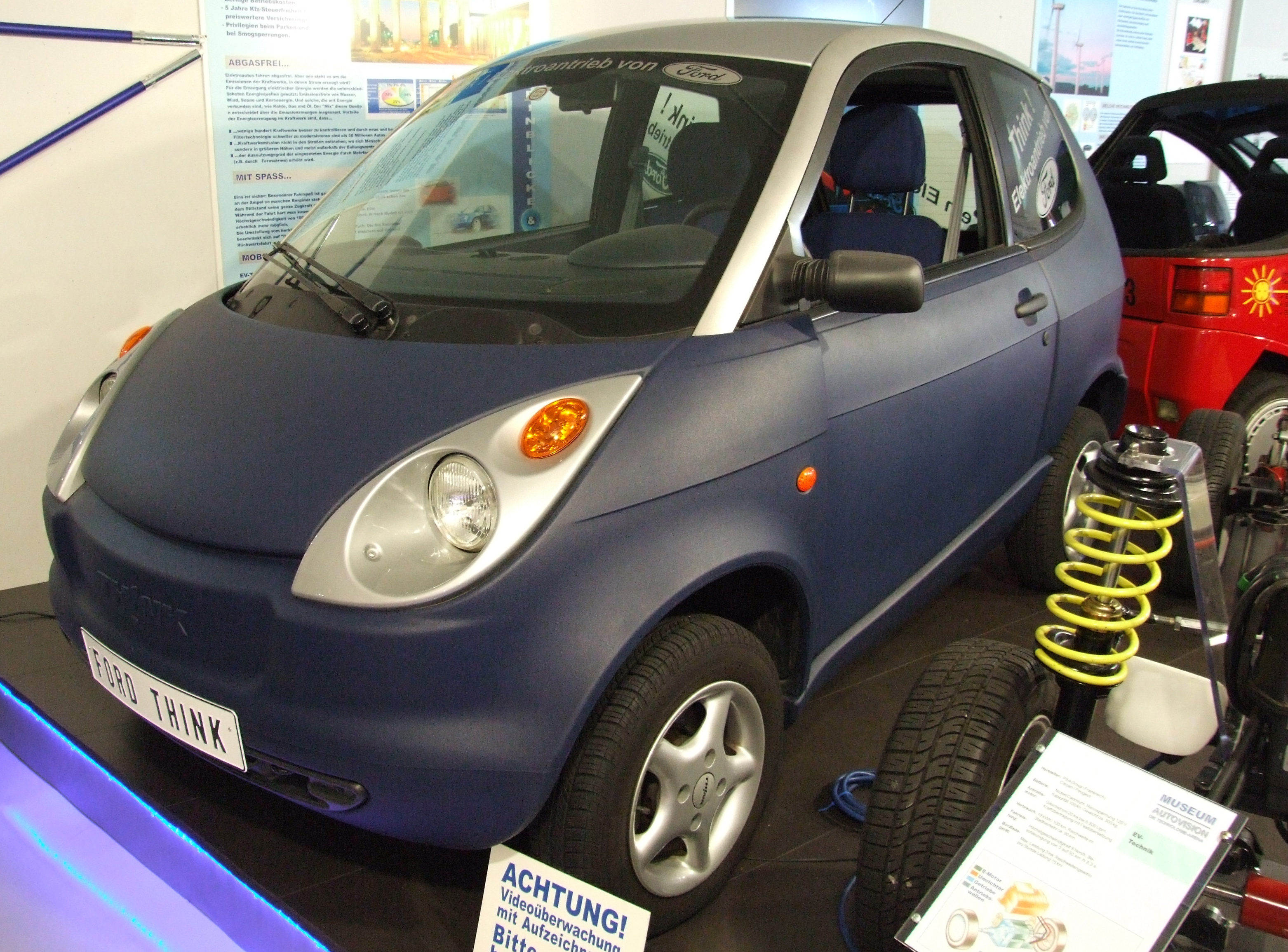
一辆福特TH!NK

可能由于加州零排放汽车政策的变化，福特于2003年1月31日放弃了THINK。该公司被卖给KamKorp。2006年，它又被挪威公司InSpire收购。THINK装配线于2007年11月下旬重新启动，开始生产重新设计的City。
2008年12月15日，THINK以“紧急财务困境”为由，暂停了所有汽车生产并解雇了50%的员工。2009年1月13日，它获得4000万挪威克朗的过桥贷款。2009年8月27日，THINK宣布通过4700万美元的资本重组，恢复正常业务运营。
Th!nk City于2011年3月再次停产，公司于2011年6月22日申请破产，同年7月被Electric Mobility Solutions AS收购，包括全资子公司THINK North America、THINK UK。新的母公司宣布计划于2012年初重新开始生产改进的Think City，但2012年8月再次停产。